# نشان سوورف
نشان سوورف (به روسی: Орден Суворова) یک دکوراسیون نظامی در روسیه که نام خود را از فیلد مارشال روسی الکساندر سوورف گرفته و به افسران ارشد ارتش داده می‌شود که رهبری و فرماندهی برجسته نظامی داشته‌اند.

## نگارخانه

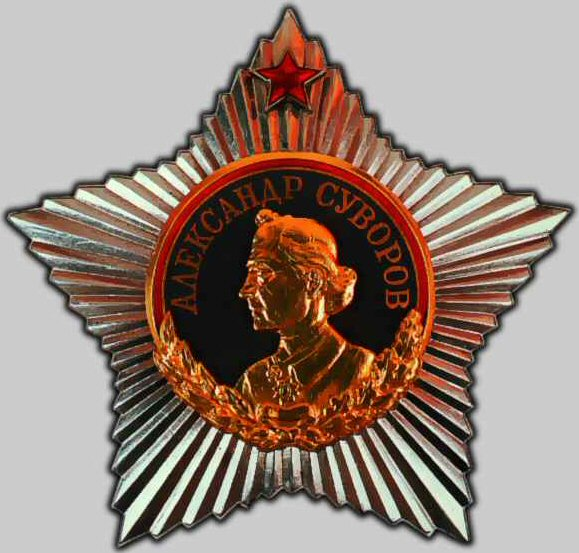
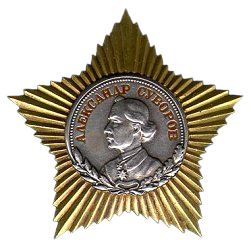
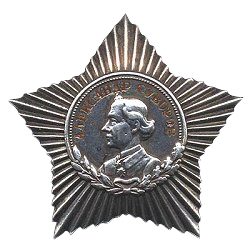